# بن ترپین
برنارد «بن» ترپین (انگلیسی: Bernard "Ben" Turpin؛ زاده ۱۹ سپتامبر ۱۸۶۹ – درگذشته ۱ ژوئیهٔ ۱۹۴۰) کمدین و بازیگر اهل ایالات متحده آمریکا بود که بیشتر به خاطر نقش‌آفرینی‌هایش در فیلم‌های صامت در یادها مانده‌است. نماد مشخصه او چشمان همگرا و مهارتش در کمدی‌های فیزیکی دشوار و شدید بود. ترپین با بازیگران مطرحی مانند چارلی چاپلین و لورل و هاردی همکاری کرد و عضوی از تیم کمدین‌های استودیو مک سنت بود. گمان می‌رود که او نخستین «قربانی» فیلم‌برداری‌شده از شیرین‌کاریِ «زدن کیک توی صورت» باشد. هنگامی که فیلم‌ها صدادار و ناطق شدند، ترپین با سرمایه‌گذاری سودآوری که در املاک و مستغلات کرده بود، تصمیم گرفت بازنشسته شود؛ هرچند که هر از گاهی هم در فیلم‌های کوتاه به صورت افتخاری ظاهر می‌شد.

## زندگی شخصی

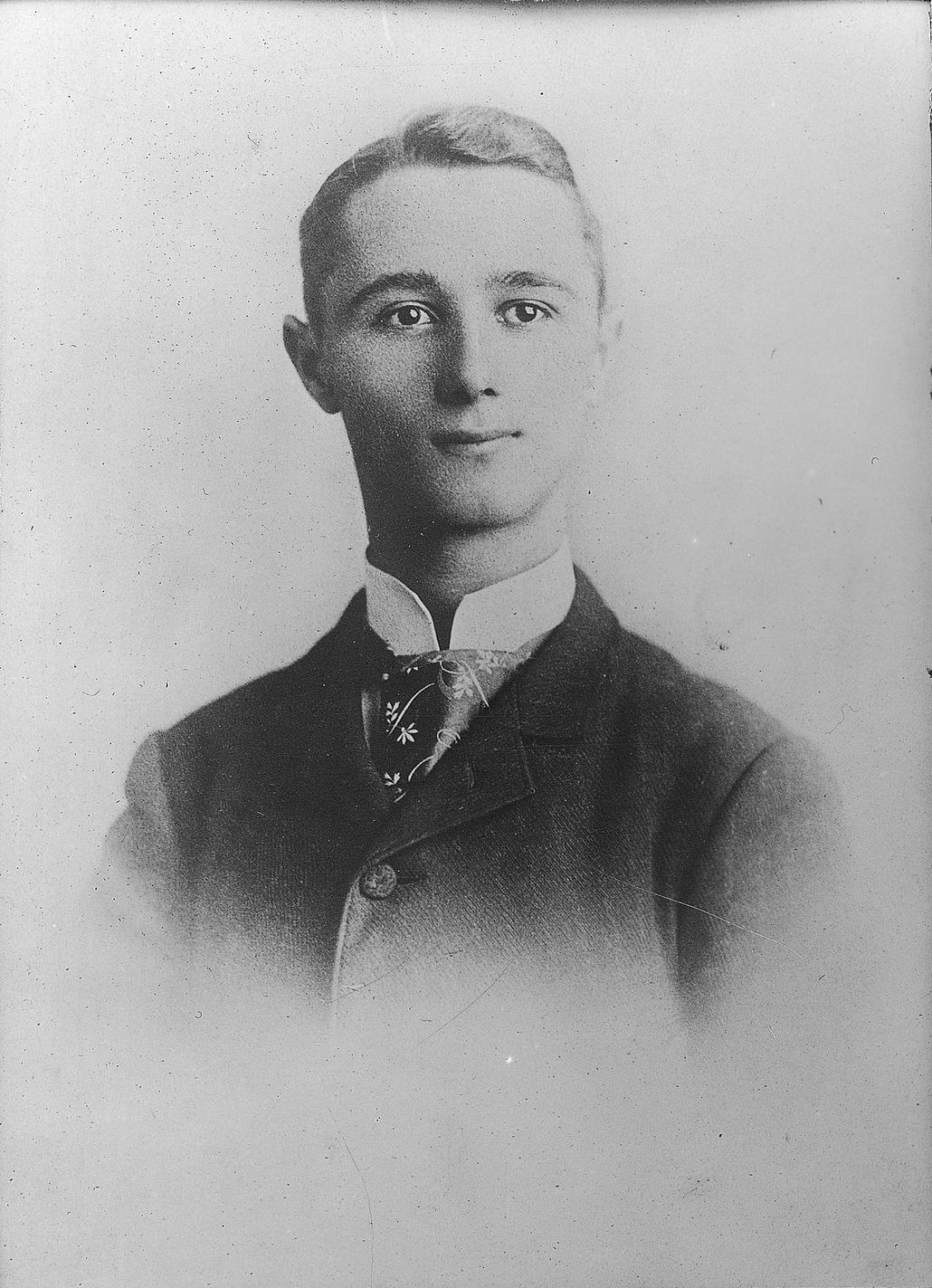
بن ترپین در سال ۱۸۹۱

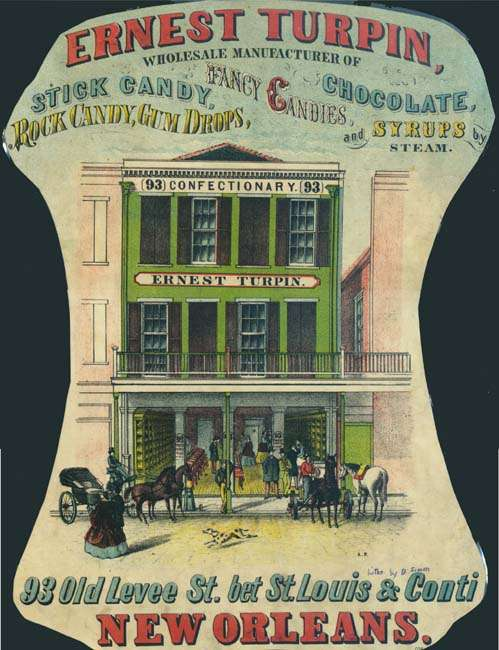
یک آگهی تبلیغاتی در اواخر دهه ۱۸۰۰ برای فروشگاه آب نبات فروشی ارنست ترپین؛ جایی که بن در کودکی در آنجا کار می‌کرد.

ترپین در ۱۹ سپتامبر ۱۸۶۹ در نیواورلئان لوئیزیانا زاده شد. پدرش ارنست ترپین یک فروشگاه آب‌نبات‌فروشی داشت و نام مادرش سارا باکلی بود.
ترپین با همسر اولش کری لمیو که او هم بازیگر بود، در ۱۸ فوریه ۱۹۰۷ در شیکاگو ازدواج کردند. در سال ۱۹۲۳، همسرش به آنفولانزا مبتلا شد که باعث از دست دادن شنوایی‌اش گردید. ترپین با دلشکستگی، همسرش را که به‌شدت بیمار بود به بازیلیکای سانت آن-دو-بوپره در کبک برد، به این امید که در آنجا شفا یابد. همسرش در نهایت زمین‌گیر شد و ترپین شغل خود برای مدتی رها کرد تا از او مراقبت کند. کری لمیو در ۲ اکتبر ۱۹۲۵ درگذشت. ترپین ۹ ماه بعد، در ۸ ژوئیه ۱۹۲۶ با «بابت دیتز» در لس آنجلس ازدواج کرد.
او یک کاتولیک و یکی از اعضای کلیسای گود شپرد و «انجمن سینمای کاتولیک» در بورلی هیلز، کالیفرنیا بود.

## وودویل
ترپین در زمینه وودویل، بورلسک (نمایش‌های خنده‌آور با شوخی‌های رکیک و عریان) و در سیرک کار کرده بود. او ظاهری متمایز داشت، با هیکل ریز و لاغر اما عضلانی، سبیل‌های برس‌مانند و چشمان همگرا. به گفته خودش وی در جوانی و به دنبال یک سانحه دچار انحراف چشم شده بود. او متقاعد شده بود که چشم‌های همگرا برای حرفه کمدی‌اش ضروری است. همکارانش به یاد آوردند که پس از هر ضربه‌ای که به سرش بنا به اقتضای فیلم‌های کمدی وارد می‌شد، خود را در آینه نگاه می‌کرد تا مطمئن شود که چشم‌ها به حالت عادی بازنگشته است. او یک کاتولیک متدین بود، و همکارانش گهگاه برای آنکه سر به سرش بگذارند، می گفتند دعا خواهند کرد چشمانش از حالت همگرایی خارج شده و به حالت عادی برگردد و همین موضوع سبب می‌شد که او از دل و دماغ بیفتد.
ترپین یک بیمه‌نامه ۲۵٬۰۰۰ دلاری از لویدز لندن خرید که در صورت عادی شدن انحراف چشم‌هایش قابل پرداخت بود. بنا به یک روایت مربوط به دهه ۱۹۲۰، بیمه چشمان او ۱۰۰٬۰۰۰ دلار بود. این که چقدر این روایت به حقیقت نزدیک بود، جای بحث و تردید است. چنین شایعات و روایت‌های تبلیغاتی با محوریت «مشخصهٔ خاصِ یک فرد» به‌ویژه افراد مشهور در آن روزگار شایع بود.
او سبکی از کمدی جسمانی دشوار و سنگین را تکوین و توسعه داد، که حتی همکارانش را در دنیای خشن کمدی صامت تحت تأثیر قرار داد. یکی از تخصص‌های او «پشتک رو به جلو» بود که او آن را حرکت «صد و هشت» می‌نامید. این حرکت نوعی سالتوی منقطع و رو به جلو بود که با بالا بردن یک پا به سمت بالا، چرخش بیش از ۱۸۰ درجه بدن و فرود آمدن روی پشت یا قرار گرفتن در وضعیت نشسته صورت می‌گرفت.

## سینما

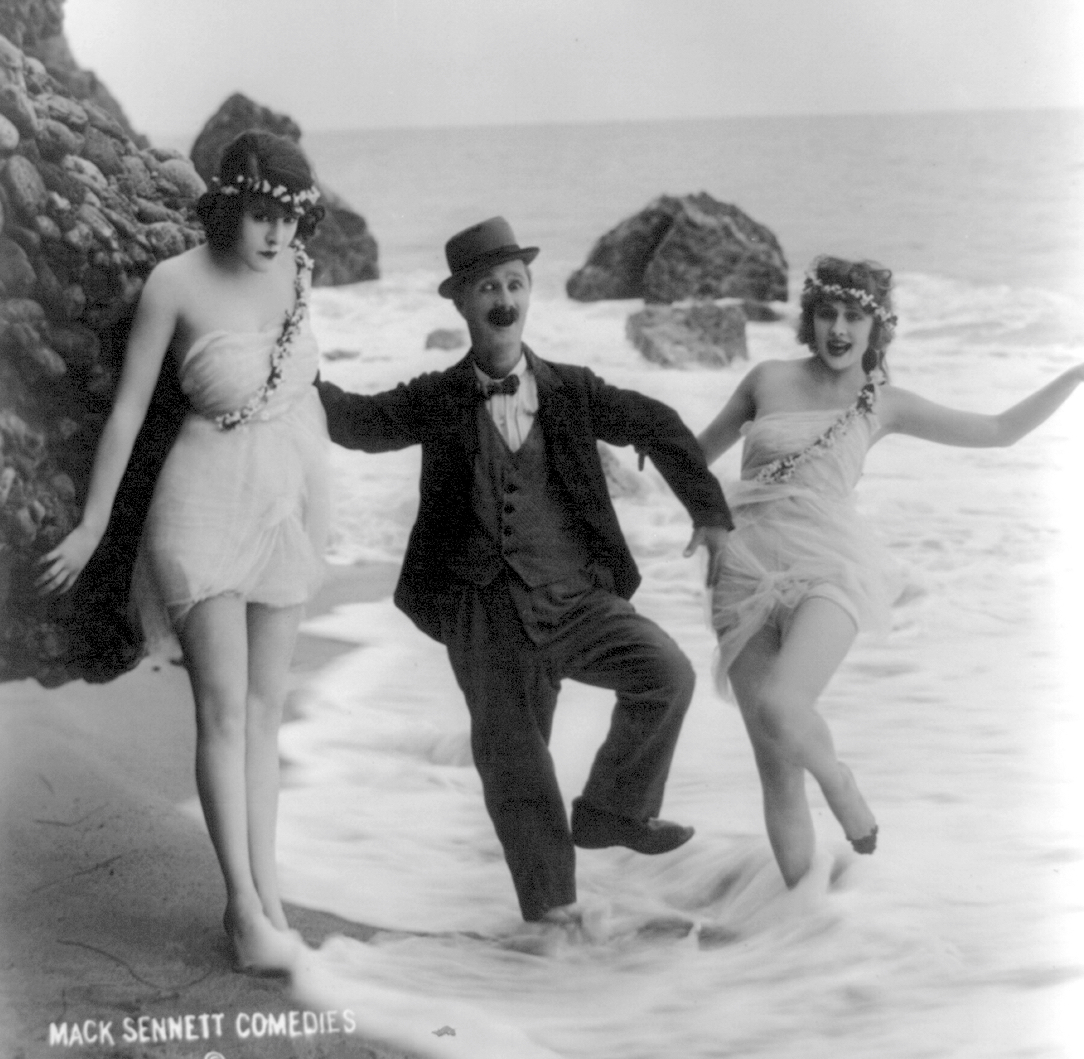
بن ترپین (وسط) در کنار دو تن از مه‌رویان آب‌تنی سنت

ترپین نخستین بار در سال ۱۹۰۷ برای استودیو اسنای در شیکاگو در فیلم‌های سینمایی کوتاه و در نقش‌های کوچک فرعی و قطعات طنز کوتاه ظاهر شد. او علاوه بر بازیگری، به عنوان نجار و سرایدار برای این استودیو کار می‌کرد. در فیلم مستر فلیپ در سال ۱۹۰۹، ترپین نخستین «زدن کیک توی صورت» در سینما را تجربه کرد. تا سال ۱۹۱۲ میلادی، او یک چهرهٔ مقبول و جاافتاده - اگر نگوییم برجسته – در سینمای آن دوران آمریکا بود، برای مجلات مقاله می‌نوشت و همچنین با خبرنگاران و روزنامه‌نگاران و طرفداران مصاحبه و گفتگو می‌کرد.
چارلی چاپلین در سال ۱۹۱۵ به استودیو اسنای پیوست و ترپین کمدین شماره ۲ (فرعی) این استودیو شد. چاپلین به عنوان یک فیلمساز در حال رشد و پیشرفت بود و به آرامی و بصیرت غریزی کامل پیش می‌رفت. ترپین حوصلهٔ روش‌های چاپلین را نداشت. ترپینِ ساده و بی‌ریا، لحن مستقیم کمدی‌های اسلپ‌استیک را بیشتر از ظرافت‌های زیرپوستی کمدی درک می‌کرد. گروه دوتایی چاپلین-ترپین چندان دوام نیاورد و چاپلین شیکاگو را به مقصد کالیفرنیا ترک کرد. ترپین یک فیلم دیگر با چاپلین دارد: بعد از اینکه چاپلین فیلم دست‌انداختن کارمن را در دو حلقه فیلمبرداری کرد، استودیو اسنای صحنه‌های جدید دیگری را با ترپین فیلم‌برداری کرد و با افزودن آن به سکانس‌های فیلم قبلی، زمان آن را دو برابر کرده و مبدل به یک فیلم بلند نمود.
استودیو اسنای پس از خروج چاپلین جان سالم به‌در نبرد و تنها چند سال دیگر پابرجا ماند. ترپین که گویا به بی‌ثباتی آتی این استودیو واقف شده بود، به شرکت کمدی ووگ رفت، و آنجا در مجموعه‌ای از کمدی‌های دو حلقه‌ای کوتاه بازی کرد. یکی از کمدین‌های سابق استودیو اسنای به نام «پدی مک‌گوایر» از او حمایت کرد. بعدها بسیاری از فیلم‌های کمدی‌ استودیو ووگ ترپین با نام‌های متفاوت بازنشر شدند تا از شهرت او برای فروش بهتر و کسب منفعت بیشتر بهره ببرند.

## مک سنت و ستاره شدن ترپین
در سال ۱۹۱۷ بن ترپین به کمپانی مشهور و پیشروی کمدی «استودیو مک سنت» پیوست. استعداد ترپین در  کمدی‌های اسلپ‌استیکِ خالص، کاملاً با سبک کمدی مک سنت تطابق داشت، و نویسندگان این استودیو برای خندان بیشتر ببینده، اغلب تورپینِ مضحک‌القیافه را در برابر تیپ‌های دیگر (مثل یک معدنچی سرسخت یوکان، یک عاشق دنیوی، یک گاوچران سرسخت، یک بدلکار بی‌باک، و غیره) قرار می‌دادند. در طول دهه ۱۹۲۰، او اغلب بازیگران جدی و افراد مشهور آن زمان را تقلید و هجو می‌کرد و اندک‌اندک ترپین به یکی از محبوب‌ترین کمدین‌های فیلم مبدل شد. ترپین هم در قطعات کمدی کوتاه و هم در فیلم‌های بلند برای مک سنت ظاهر شد. او که از موفقیت خود خوشحال بود، خود را با این جمله معرفی کرد: «من بن ترپین هستم. من هفته‌ای ۳۰۰۰ دلار درآمد دارم.»

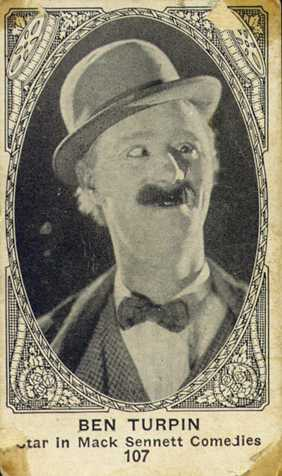
کارت تبلیغاتی توزیع‌شده توسط «شرکت کارلامل آمریکا» در ایالات متحده آمریکا در سال ۱۹۲۱

مک سنت بیشتر قراردادهای کارکنان خود را در سال ۱۹۲۸ فسخ کرد تا استودیو را از لحاظ فنی برای سینمای جدید ناطق آماده کند. ترپین با شرکت وایس برادرز-آرتکلس قراردادی امضا کرد، و این قرارداد شاید بلندپروازانه‌ترین موفقیت این شرکت تا آن زمان محسوب می‌شد. ترپین به مدت یک سال در آنجا کمدی‌های دو حلقه‌ای ساخت. تجارت و سوددهی این استودیو معمولاً از بینش و دیگاه غریب خود همچون فیلم‌های «چشم‌های تنبل» و از «چشم‌ها چنین مشخص است» حاصل می‌شد.

## ترپین در دوران سینمای ناطق
در سال ۱۹۲۹ بسیاری از ستارگان سینمای صامت در مورد شغل آینده خود نامطمئن بودند چرا که بازی در فیلم‌های صدادار و ناطق، مهارت‌ها و تکنیک‌های جدیدی را می‌طلبید. در این میان، بن ترپین تصمیم گرفت بازنشسته شود. او درآمد خود را در املاک و مستغلات سرمایه‌گذاری کرده بود و از آنجا که در این امر بسیار موفق بود، نیازی به کار و فعالیت بیشتر نداشت. تهیه‌کنندگان به دنبال او بودند تا در صحنه‌های کمدی کوتاه در فیلم‌هایشان بازی کند. صدای ترپین صدایی زمخت و خشن با لهجه «یات» نیواورلئانی بود که از ایام جوانی در او ماندگار شده بود. او هزینه ثابتی معادل ۱۰۰۰ دلار برای هر بار حضور در فیلم دریافت می‌کرد، صرف نظر از آنکه، این حضور در یک نقشِ با کلام یا یک نقشِ کوتاهِ زودگذر باشد. یکی از به‌یادماندنی‌ترین این فیلم‌های کوتاه در پاهای میلیون دلاری (۱۹۳۲) کمپانی پارامونت  با بازی دبلیو. سی. فیلدز، جک اوکی و سوزان فلمینگ (همسر آینده هارپو مارکس از برادران مارکس) بود.
او تنها در یک فیلم دیگر بازی کرد، کمدی کوتاه هتل کی‌استون (برادران وارنر، ۱۹۳۵)، که یک گردهمایی مجدد از کمدین‌های دوران صامت بود. آخرین فیلم بلند او، نخاله‌ها در دریا لورل و هاردی در سال ۱۹۴۰ بود که در آن از چشم‌های لوچ و همگرای وی به‌عنوان یک شوخی استفاده شده بود. او ۱۰۰۰ دلار بابت یک برداشت تصویری زودگذر از چهره‌اش و ادای تنها ۱۶ کلمه دریافت کرد. مرگ بن ترپین مانع از حضور برنامه‌ریزی شده او در فیلم دیکتاتور بزرگ چارلی چاپلین شد.

## مرگ
بن ترپین در ۱ ژوئیه ۱۹۴۰ بر اثر سکته قلبی درگذشت و پس از برگزاری یک مراسمِ مرثیه‌خوانی در کلیسای گود شپرد واقع در بورلی هیلز، کالیفرنیا، در آرامگاه فارست لان مموریال پارک در گلندیل به خاک سپرده شد. پدر روحانی «جی.پی. کونکانو» وی را «یکی از اعضای خوب و بسیار مؤمن کلیسا» خواند. از جمله کسانی که زیر تابوت او را گرفته و حمل می‌کردند می‌توان به اندی کلاید، بیلی بوان، جیمز فینلیسون و چارلز ماری اشاره کرد.
ترپین از دوستان صمیمی اندی کلاید و  جیمز فینلیسون بود، به طوری که کلاید در دومین ازدواج ترپین، یکی از شاهدان عقد بود و ترپین خود یکی از شاهدان امضاکنندهٔ دادخواست شهروندی و تابعیت فینلیسون بود.

## همگرایی چشم‌های ترپین
ترپین و سِـنِـت هر دو در نقش خودشان در فیلم ماجرای پرشور هالیوود ظاهر شدند که فیلمی داستان‌گونه دربارهٔ سینمای دوران صامت بود. این فیلم شامل سکانسی است که در آن ترپین آماده می‌شود تا به برای ایفای نقشی به روی صحنه برود. در اتاق رختکن آینه‌ای دستی را برمی‌دارد و تصویر خود را در حالی که عمداً و تا حد امکان چشمانش را چپ می‌کند، نگاه می‌کند. در این سکانس می‌توان به وضوح دید که چشمِ چپ ترپین در حالت عادی و زمانی که نقشی اجرا نمی‌کرد، کاملاً طبیعی بوده و او عمداً به عنوان بخشی از تیپ‌سازی شخصیت خود در فیلم‌هایش (برای مطابقت با چشم راست منحرف خود) آن را نیز چپ می‌کند. در فیلم کمدین (۱۹۶۹)، میکی رونی نقش یک کمدین فیلم صامت خیالی به نام «ون بورن چپول» را بازی می‌کند که واقعاً دچار همگرایی و انحراف چشم است. اگرچه این شخصیت به هیچ وجه شبیه ترپین نیست، انحرافی که میکی رونی برای ایفای نقشش به چشمان خود داده، به وضوح از ترپین الهام گرفته شده‌است.

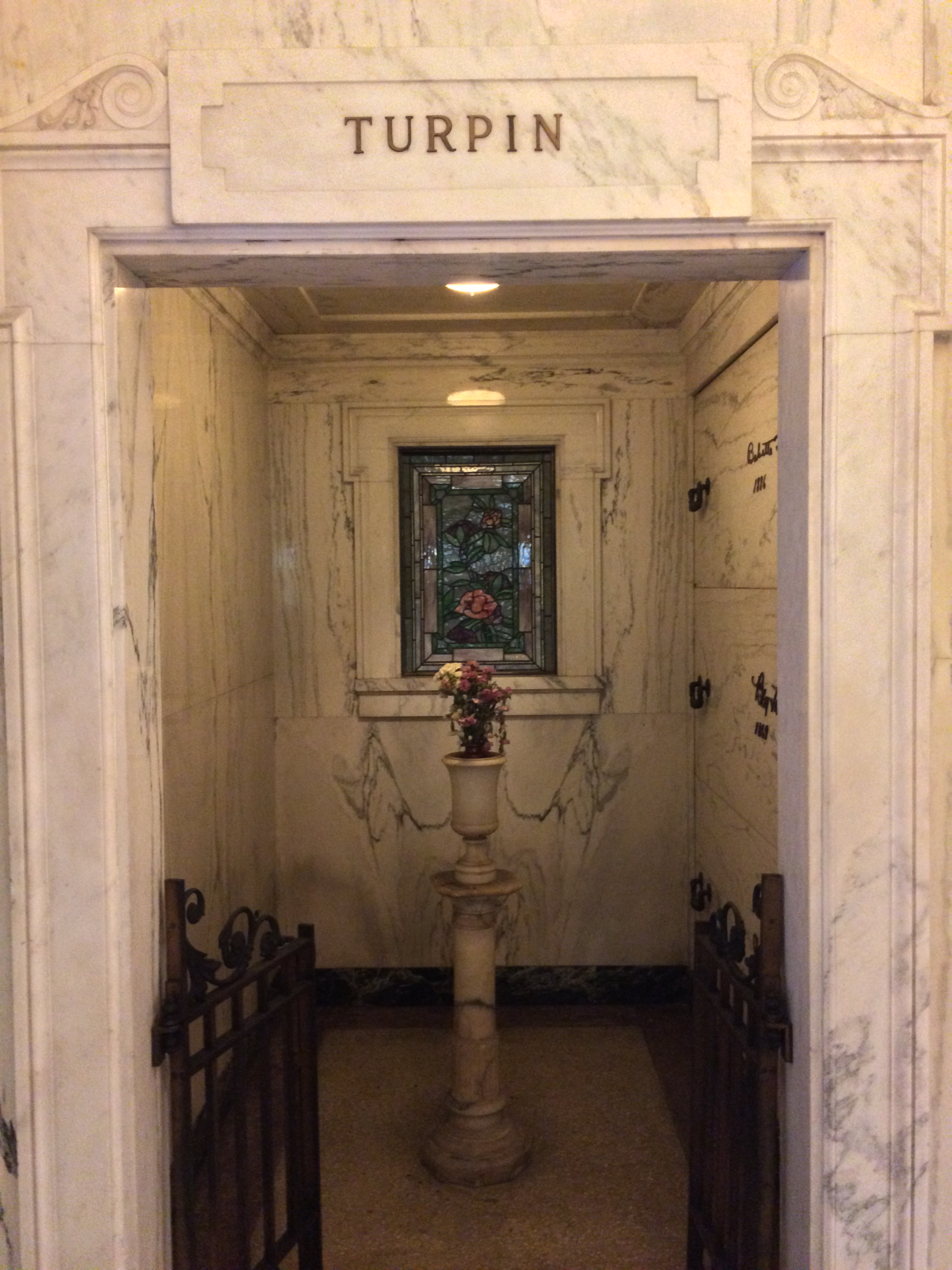
سرداب مقبره بن تورپین، در آرامگاه فارست لان مموریال پارک

## فیلم‌شناسی
| سال  | عنوان فیلم             | نقش                        | توضیحات                              |
| ---- | ---------------------- | -------------------------- | ------------------------------------ |
| ۱۹۰۹ | مستر فلیپ              | آقای فلیپ                  | کوتاه                                |
| ۱۹۱۴ | مادام دابل ایکس        | آقای فون کروکس جونیور      | کوتاه                                |
| ۱۹۱۵ | تظاهر اجتماعی آنها     | -                          | کوتاه، حضورش در فیلم تأیید نشده      |
| ۱۹۱۵ | شغل جدیدش              | سیاهی لشکر در اتاق انتظار  | کوتاه، نامش در عنوان‌بندی فیلم نیامده |
| ۱۹۱۵ | آشفتگی عشقی هوگان      | -                          | کوتاه، نامش در عنوان‌بندی فیلم نیامده |
| ۱۹۱۵ | یک شب گردش             | همکار خوشگذران             | کوتاه، نامش در عنوان‌بندی فیلم نیامده |
| ۱۹۱۵ | قهرمان                 | فروشنده کنار رینگ          | کوتاه، نامش در عنوان‌بندی فیلم نیامده |
| ۱۹۱۵ | دست‌انداختن کارمن       | رمندادوس – قاچاق‌چی         | در بخش‌هایی به کارگردانی لئو وایت     |
| ۱۹۱۷ | یک پخمه زبل            | یک سرایدار عاشق‌پیشه        | کوتاه                                |
| ۱۹۱۸ | همسایه‌تو بپا           | قربانی پوست موز            | کوتاه                                |
| ۱۹۱۹ | یانکی دودل در برلین    | یک نگهبان پروسی            |                                      |
| ۱۹۱۹ | سالومه در برابر شنندوا | بازیگر نقش فرمانده         | کوتاه                                |
| ۱۹۲۰ | پائین مزرعه            | شوهر زن وفادار             |                                      |
| ۱۹۲۰ | زندگی متاهلی           | رادنی سن‌کلیر – مرد مردان   |                                      |
| ۱۹۲۱ | قهرمان یک شهر کوچک     | سَـم اسمیت                  |                                      |
| ۱۹۲۱ | استعداد خانگی          | بازیگر سرگردان             |                                      |
| ۱۹۲۱ | مالی ئو                | نقش خرد                    | نامش در عنوان‌بندی فیلم نیامده        |
| ۱۹۲۳ | شیخ اعرابی             | متصدی نصب اعلانات – شیخ    |                                      |
| ۱۹۲۳ | هالیوود                | بن ترپین                   | فیلم گمشده                           |
| ۱۹۲۵ | کوچه هوگان             | غریبه                      |                                      |
| ۱۹۲۵ | ترجیحاً فولاد           | متصدی بار                  |                                      |
| ۱۹۲۷ | قهرمان دانشکده         | سرایدار                    |                                      |
| ۱۹۲۸ | روابط همسر             | رادنی سن‌کلیر               |                                      |
| ۱۹۲۸ | یک روش زنانه           | نقش خرد                    | نامش در عنوان‌بندی فیلم نیامده        |
| ۱۹۲۹ | جلوه عشق               | لاکی لوچ                   | نامش در عنوان‌بندی فیلم نیامده        |
| ۱۹۲۹ | نمایش نمایش‌ها          | پیشخدمت                    |                                      |
| ۱۹۳۰ | یک عاشقانه سلطنتی      | نگهبان قزاق                | نامش در عنوان‌بندی فیلم نیامده        |
| ۱۹۳۰ | بلندپرواز باش          | متصدی بار                  |                                      |
| ۱۹۳۱ | مشکل دشوار             | بن لوچ                     | نامش در عنوان‌بندی فیلم نیامده        |
| ۱۹۳۱ | همسر ما                | عاقد                       | عاقد لورل و هاردی                    |
| ۱۹۳۱ | بیل سفیر کبیر          | قصاب                       |                                      |
| ۱۹۳۲ | مرا ستاره کن           | بن ترپین                   |                                      |
| ۱۹۳۲ | پاهای میلیون دلاری     | مرد اسرارآمیز              |                                      |
| ۱۹۳۲ | افسون‌شده               | در نقش خودش - حضور افتخاری | نامش در عنوان‌بندی فیلم نیامده        |
| ۱۹۳۴ | قانون وحش              | هِـنری                      |                                      |
| ۱۹۳۴ | نمایش باشکوه هالیوود   | متصدی بار                  |                                      |
| ۱۹۳۵ | هتل کی‌استون            | کُنت دروور بلانک            |                                      |
| ۱۹۳۹ | ماجرای پرشور هالیوود   | متصدی بار                  |                                      |
| ۱۹۴۰ | نخاله‌ها در دریا        | لوله‌کش لوچ                 | آخرین نقش سینمایی                    |

## گزیدهٔ کتاب‌شناسی
- Author, Unknown (1920). The Little Movie Mirror Books – Ben Turpin. Ross Publishing Co. pp. 1–16. Archived from the original on 2014-07-14. {{cite book}}: |last= has generic name (help)
- Rydzewski, Steve (2013). For Art's Sake: The Biography & Filmography Of Ben Turpin. Albany, Georgia: BearManor Media. ISBN 978-1593932633.